# Щур, Виталий Леонидович
Виталий Леонидович Щур (род. 27 ноября 1987, Камень-на-Оби, Алтайский край) — российский борец греко-римского стиля, призёр чемпионатов России и Европы, призёр Кубка мира, мастер спорта России международного класса.

## Биография
В секцию греко-римской борьбы его привёл отец, который прежде занимался самбо. В детских соревнованиях Виталий успехами не блистал. Когда начал участвовать во взрослых соревнованиях результаты пошли в гору. По состоянию на май 2017 года жил в Новоалтайске. На соревнованиях представляет Кемеровскую область и Алтайский край. Член сборной команды России с 2014 года. Тренируется под руководством Заслуженного тренера России Владимира Кутчера.

## Спортивные результаты
- Чемпионат России по греко-римской борьбе 2014 — ;
- Гран-при Ивана Поддубного 2014 — ;
- Чемпионат России по греко-римской борьбе 2015 — ;
- Чемпионат России по греко-римской борьбе 2016 — ;
- Гран-при Ивана Поддубного 2016 — ;
- Чемпионат России по греко-римской борьбе 2017 — ;
- Чемпионат России по греко-римской борьбе 2018 — ;
- Гран-при Ивана Поддубного 2018 — ;
- Чемпионат России по греко-римской борьбе 2019 — ;
- Чемпионат России по греко-римской борьбе 2020 — ;
- Чемпионат России по греко-римской борьбе 2021 — ;
- Чемпионат России по греко-римской борьбе 2022 — ;
- Чемпионат России по греко-римской борьбе 2023 — ;
- Чемпионат России по греко-римской борьбе 2024 — ;
- Чемпионат России по греко-римской борьбе 2025 — ;